# Димитър Карамфилов
Димитър Карамфилов е български музикант и композитор.

## Биографични данни
Роден е през 1981 в Стара Загора. От ранна детска възраст започва да се занимава с музика. През 2000 завършва НМУ „Любомир Пипков“, а през 2006 - НМА „Панчо Владигеров“. Освен като музикант, Карамфилов работи и като преподавател в катедра „Поп и джаз изкуство“ на НМА.

## Музикална кариера
Карамфилов е работил с много български джаз музиканти – Милчо Левиев, Живко Петров, Теодосий Спасов, Христо Йоцов, Антони Дончев, Михаил Йосифов, Милен Кукошаров, Радослав Славчев и други.
През 2007 участва в композирането на музиката за спектакъла „Бежанци“ на Нешка Робева.
През пролетта на 2017 представя авторския си проект – „Екология“.